# Il diario del vampiro - La genesi
 Il diario del vampiro - La genesi è il primo libro della serie I diari di Stefan, facente parte della saga de Il diario del vampiro di Lisa J. Smith, pubblicato 2 novembre 2010 negli Stati Uniti e nel 2011 in italiano. Il romanzo è narrato dal punto di vista di Stefan e si configura come un antefatto delle vicende raccontate nella serie televisiva The Vampire Diaries.

## Trama
La vita di Stefan Salvatore, un diciassettenne americano residente a Mystic Falls (Virginia), a Villa Veritas, cambia inaspettatamente una calda mattina di agosto del 1864. Il padre Giuseppe gli impone un matrimonio combinato con Rosalyn Cartwright, una ragazza del villaggio che Stefan non ama. Quello stesso giorno, arriva alla Villa una giovane orfana, Katherine Pierce, e Stefan si sente subito attratto da lei. Durante la festa per le imminenti nozze, il ragazzo bacia Katherine nello studio del padre, ma se ne pente ed esce a prendere una boccata d'aria. Mentre passeggia nel bosco, si imbatte nel cadavere di Rosalyn, riverso sotto un albero con la gola squarciata. Dopo alcuni giorni di lutto, Giuseppe convoca Stefan e Damon, tornato dall'esercito perché la vita militare non faceva per lui, per renderli partecipi dei suoi sospetti: un vampiro si aggira per Mystic Falls ed è stato lui a uccidere Rosalyn. Damon è scettico, mentre Stefan crede al padre. Il ragazzo, nel frattempo, comincia una relazione con Katherine, che presto gli rivela di essere una vampira, ma di non avere ucciso Rosalyn. Stefan accetta di custodire il suo segreto, cosiccome quello di Pearl e sua figlia Anna, anch'esse vampiri, e intanto inizia a partecipare alle riunioni del consiglio cittadino anti-vampiri. Dopo il Ballo dei Fondatori, Stefan si reca da Katherine, che si nutre del suo sangue. Improvvisamente la ragazza si sente male: Giuseppe, sospettando la sua vera natura, ha avvelenato il sangue di Stefan con della verbena, letale per le creature come lei. Spronato dal padre, Stefan corre a chiamare lo sceriffo Forbes, mentre in città comincia la caccia ai vampiri, che vengono tutti catturati. Il ragazzo raggiunge Damon in riva al lago e, parlando con lui, capisce che Katherine non l'ha mai amato: vorrebbe ucciderla, ma decide di salvarla perché si rende conto che Damon, invece, è sinceramente innamorato di lei. I due fratelli liberano Katherine, ma vengono uccisi a colpi di fucile; la ragazza viene catturata di nuovo e arsa viva nella chiesa con gli altri vampiri. La mattina dopo, Stefan si risveglia in una capanna, dove trova Emily, la cameriera di Katherine, che lo mette al corrente della triste fine della sua padrona e gli confida che era stata proprio lei a uccidere Rosalyn. Inoltre, sia lui che Damon si stanno trasformando in vampiri e devono completare presto la Trasformazione o rischieranno la vita. I due ragazzi decidono di lasciarsi morire. Stefan va dal padre per un ultimo saluto, ma l'uomo cerca di ucciderlo, confessando inoltre di essere stato lui a sparare a lui e a Damon. Giuseppe resta ucciso accidentalmente e il figlio completa la Trasformazione bevendo il suo sangue. Torna, infine, da Damon e lo costringe a Trasformarsi bevendo il sangue di Alice, la barista. Subito dopo averlo fatto, Damon se ne pente e, promettendo al fratello un'eternità di sofferenza, si trasforma in corvo e se ne va.

## Edizioni
- Lisa Jane Smith, Il diario del vampiro. La genesi, Nuova Narrativa Newton, 2011,  p. 208, ISBN 978-88-541-2379-3.

- Lisa Jane Smith, Il diario del vampiro. 6 romanzi in 1, I Superinsuperabili, 2014,  p. 704, ISBN 978-88-541-6252-5.